# SE-230
A Rodovia SE 230, liga o agreste ao auto sertão sergipano, dando início no município de Ribeirópolis com a BR235 passando por 7 (sete) cidades de  Sergipe, e são elas; Ribeirópolis, Nossa Senhora de Aparecida, Nossa Senhora da Glória, Monte Alegre de Sergipe, Porto da Folha, Poço Redondo e Canidé de São Francisco, tendo seu término em dois pontos na divisa de Estados SE/BA e SE/AL. A rodovia foi construída em 1976, e tem sua extensão de 183 KM.
Fonte: <der.se.gov.br>